# Pseudoderopeltis aethiopica
Pseudoderopeltis aethiopica är en kackerlacksart som först beskrevs av Henri Saussure 1864.  Pseudoderopeltis aethiopica ingår i släktet Pseudoderopeltis och familjen storkackerlackor. Inga underarter finns listade i Catalogue of Life.